# Никандров, Николай Дмитриевич
Никола́й Дми́триевич Ника́ндров (20 октября 1936, Ленинград — 11 октября 2024) — советский и российский учёный, организатор педагогической науки, президент Российской академии образования (1997—2013); почётный член Российской академии художеств; доктор педагогических наук, профессор и ректор Смольного университета Российской академии образования (1999—2003)

## Биография
Родился 20 октября 1936 года в Ленинграде. В 1959 году окончил филологический факультет Ленинградского государственного университета. Педагогическую деятельность начал в качестве учителя французского языка в одной из школ Василеостровского района Ленинграда. С августа 1961 года работал в системе высшего образования — преподавал иностранные языки в ряде институтов Ленинграда.
В 1967 году защитил кандидатскую диссертацию «Проблемы программированного обучения в современной педагогике капиталистических стран», в которой анализировал подходы к образовательному процессу в системе высшего образования в передовых странах Западной Европы и США.
Затем стал заведующим кафедрой ЛГПИ имени А. И. Герцена. В 1973 году защитил докторскую диссертацию на тему «Проблемы буржуазной дидактики высшей школы».
С 1983 года работал в НИИ общей педагогики АПН СССР (Москва) заведующим лабораторией методологии педагогики, а затем заместителем директора Института.
С 15 марта 1990 года действительный член (академик) Академии педагогических наук (АПН) СССР. С 7 апреля 1992 года действительный член (академик) РАО, состоит в Отделении философии образования и теоретической педагогики РАО. В 1989—1991 годах исполнял обязанности главного учёного секретаря Президиума РАО, в 1992 году был избран вице-президентом РАО. С октября 1997 года — президент Российской академии образования, сложил полномочия в октябре 2013 года. Член Президиума РАО.
Соредактор «Международной энциклопедии образования» («Тhе International еncyclopedia of education», V. 1—12, 0xf., 1994), член редколлегии журнала «Педагогика».
Член Попечительского совета Московского педагогического государственного университета (МПГУ)
Умер 11 октября 2024 года в возрасте 87 лет.
19 ноября 2024 года, по инициативе Государственного университета просвещения в четырёх ведущих педагогических вузах (Государственном университете просвещения, МПГУ, Герценовском университете и МГППУ) были открыты аудитории имени Н.Д. Никандрова. В Государственном университете была учреждена именная стипендия имени Николая Дмитриевича Никандрова. 
«Совсем недавно ушел из жизни Николай Дмитриевич, и хочу сказать, что это большая утрата для нашей страны, для отечественной системы образования. Память о нем всегда будет жить в наших сердцах. Открытие сегодня именных аудиторий в четырех наших ведущих педагогических вузах – это наш общий вклад в сохранение и приумножение научных достижений Николая Дмитриевича. И на этом мы останавливаться не будем. Надо, чтобы в рамках курса педагогики студенты обязательно узнавали о большом вкладе Николая Дмитриевича в укрепление системы образования в очень непростой период»
Министр просвещения Российской Федерации С.С. Кравцов.

## Научная деятельность
Основные направления исследований: сравнительная педагогика, методология педагогики, дидактика высшей педагогической школы. В работах 1970-х годов дал сравнительный анализ систем высшего образования некоторых западных стран, предложил трактовку сравнительной, педагогики в единстве её описательной, объяснительной и конструктивной функций. Провёл типологизацию методологических проблем педагогики. Разрабатывал проблемы содержания высшего педагогического образования и активизации познавательной деятельности студентов. Автор многих работ в области сравнительной педагогики, методологии педагогики, дидактики высшей педагогической школы, среди которых учебные пособия: «Педагогика высшей школы», «Организация учебно-воспитательного процесса в педагогическом институте», «Введение в специальность» и другие.

## Награды
- Орден «За заслуги перед Отечеством» III степени (21 ноября 2011) — за большой вклад в развитие отечественной науки в области педагогики и образования и многолетнюю плодотворную деятельность[8]
- Орден «За заслуги перед Отечеством» IV степени (18 октября 2006) — за большой вклад в развитие науки и образования и многолетнюю плодотворную деятельность[9]
- Орден Почёта (30 января 2003) — за достигнутые трудовые успехи и многолетнюю добросовестную работу[10]
- Медаль ордена «За заслуги перед Отечеством» II степени (18 июня 1997) — за заслуги перед государством, многолетний добросовестный труд и большой вклад в укрепление дружбы и сотрудничества между народами[11]
- Премия Президента Российской Федерации в области образования за 2000 год (30 ноября 2001) — за цикл исследований на тему «Социокультурные основания интегрирования образовательного пространства (теоретические принципы, психолого-педагогические условия, научно-практическая модель)» для учебных заведений высшего профессионального образования[12]
- Почётная грамота Президента Российской Федерации (25 сентября 2014) — за заслуги в области образования, науки и подготовке квалифицированных специалистов[13]
- Орден Русской православной церкви святого благоверного князя Даниила Московского I степени (2012) — за заслуги в сфере внедрения предмета «Основы православной культуры» в средней школе[14]
- Почётный профессор МГУ (2007)[15]

## Публикации
книги
- Программированное обучение и идеи кибернетики. — М., 1970;
- Педагогика высшей школы. — Л., 1974 (соавт.);
- Современная высшая школа капиталистических стран. Основные вопросы дидактики. — 1978;
- Организация учебно-воспитательного процесса в педагогическом вузе. — Л., 1984 (ред.);
- Кан-Калик В. А., Никандров Н. Д. Педагогическое творчество. — М.: Педагогика, 1990. — 144 с. — ISBN 5-7155-0293-4.
- Воспитание ценностей: российский вариант. — М., 1996;
- Россия: ценности общества на рубеже ХХI в. — М., 1997;
- Россия: социализация и воспитание на рубеже тысячелетий. — М., 2000;
- Менеджмент, маркетинг и экономика образования;
- Общие основы педагогики: учебник для вузов;
- Образовательное пространство России: проблемы интеграции;

статьи
- Православие и образование в России // Рождественские чтения, 4-е изд. — М., 1996. — С. 27-46.
- Библия и образование // Рождественские чтения, 5-е изд. — М., 1997. — C. 46-56.
- Духовность и религия в светском образовании // Рождественские чтения, 6-е изд. — М., 1998. — C. 37-51.
- Православие — судьба России: Размышления на пороге третьего тысячелетия // Рождественские чтения, 8-е изд. — М., 2000. — C. 41-47.
- «На общем собрании все единогласно проголосовали за Святейшего Патриарха…» // Журнал московской патриархии. — М., 2004. — № 6. — C. 61-62.
- Образование в процессе социализации личности // Вестник УРАО. — 2008. — № 5. (Гавров С. Н.)